# Hofwegkanal
| \| \| 0,000 \| Osterbekkanal \| Osterbekkanal \| \| \| 0,120 \| Grillparzerbrücke \| Grillparzerbrücke \| \| \| 0,360 \| Fährbrücke \| Fährbrücke \| \| \| 0,490 \| Stichkanal \| Stichkanal \| \| \| 0,510 \| Karlstraßenbrücke \| Karlstraßenbrücke \| \| \| 0,610 \| Gustav-Freytag-Brücke \| Gustav-Freytag-Brücke \| \| \| 0,670 \| Uhlenhorster Kanal \| Uhlenhorster Kanal \| |       |                       |                       |
| | 0,000 | Osterbekkanal         | Osterbekkanal         |
| | 0,120 | Grillparzerbrücke     | Grillparzerbrücke     |
| | 0,360 | Fährbrücke            | Fährbrücke            |
| | 0,490 | Stichkanal            | Stichkanal            |
| | 0,510 | Karlstraßenbrücke     | Karlstraßenbrücke     |
| | 0,610 | Gustav-Freytag-Brücke | Gustav-Freytag-Brücke |
| | 0,670 | Uhlenhorster Kanal    | Uhlenhorster Kanal    |

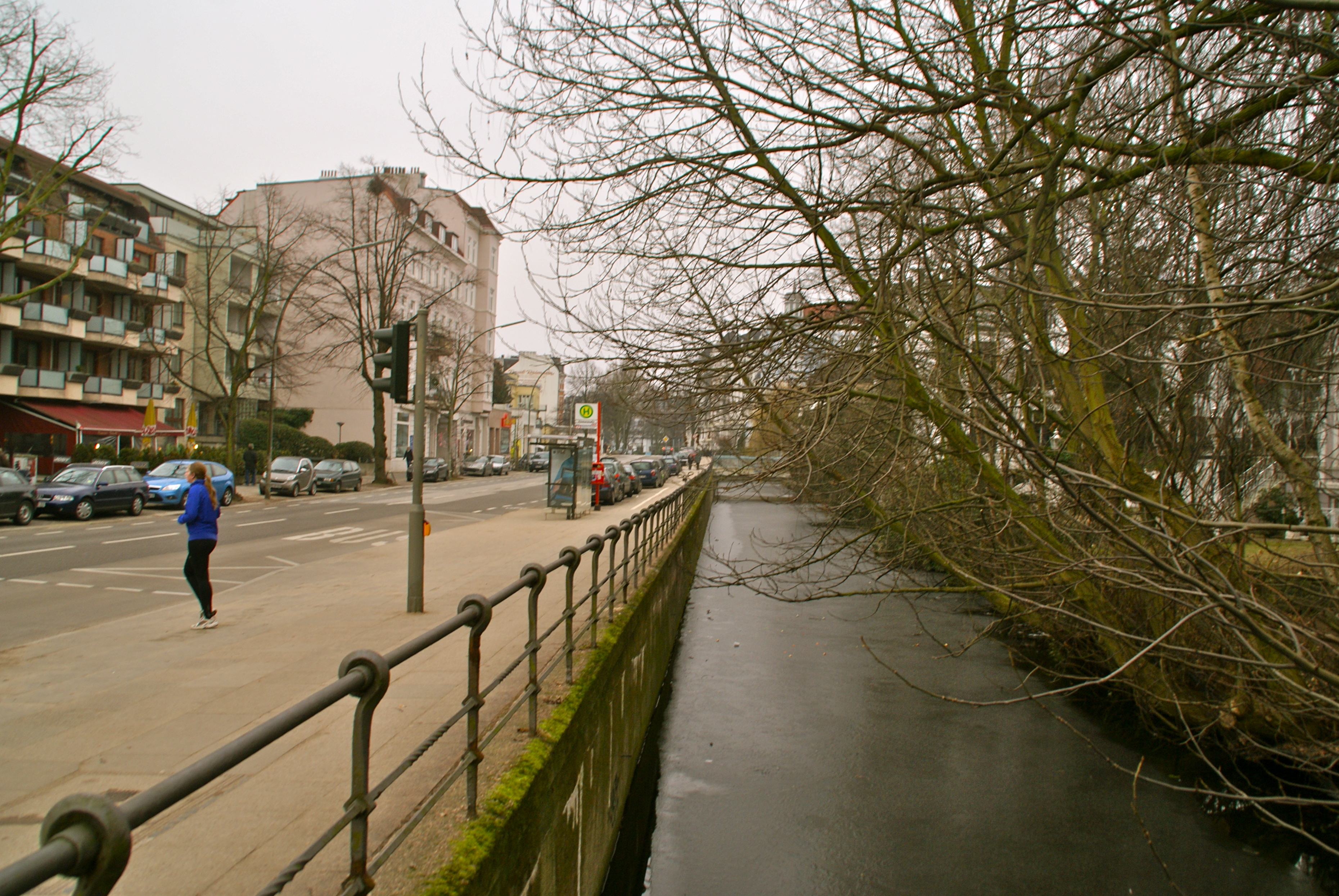
Hofwegkanal

Der Hofwegkanal ist ein Kanal im Hamburger Stadtteil Uhlenhorst. Er verläuft in Nord-Süd-Richtung entlang der gleichnamigen Straße und verbindet so den Osterbekkanal (Lage) mit dem Uhlenhorster Kanal (Lage) über eine Strecke von 650 Metern. Im nördlichen Abschnitt vom Osterbekkanal bis zur Fährbrücke hat er eine Breite von 15 Metern, im südlichen Teil bis zum Uhlenhorster Kanal von nur 10 Metern. Vom südlichen Teil, ungefähr auf halber Strecke des Hofwegkanals, zweigt ein etwa 105 Meter langer Stichkanal nach Westen ab.
Mitte des 19. Jahrhunderts betrieb ein Konsortium um den Hamburger Unternehmer und Bodenspekulanten August Abendroth die Erschließung des alsternahen Geländes, aus dem später der Stadtteil Uhlenhorst wurde. Dafür wurden zur Entwässerung Kanäle angelegt, von denen die meisten später wieder zugeschüttet wurden. Bestehen blieben der Hofwegkanal und der Uhlenhorster Kanal.
Über den Kanal führen vier Brücken: Grillparzerbrücke, Fährbrücke, Karlstraßenbrücke und Gustav-Freytag-Brücke.

## Nachweise
1. ↑  Geoportal Hamburg, abgerufen am 27. Februar 2020

- Karte mit allen Koordinaten:
- OSM |
- WikiMap